# Bernhard Danckelmann (Forstwissenschaftler)

Bernhard Danckelmann

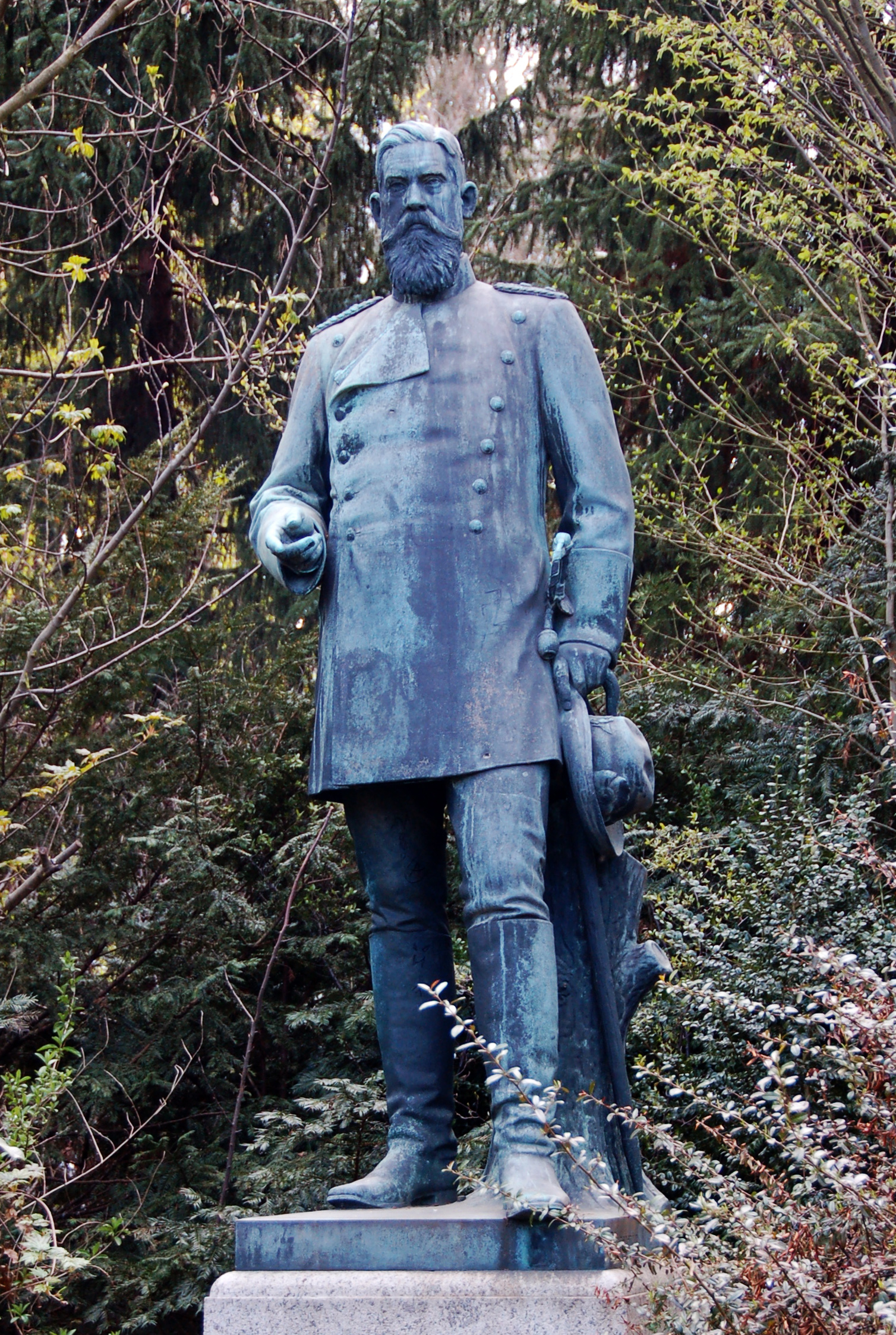
Bernhard Danckelmann, königlicher Landforstmeister und Direktor der Forstakademie – Statue von Fritz Heinemann

Bernhard Engelbert Joseph Danckelmann (* 5. April 1831 im Forsthaus Obereimer bei Arnsberg; † 19. Januar 1901 in Eberswalde) war ein deutscher Forstbeamter und Forstwissenschaftler. Er war ab 1866 Leiter der Forstakademie Eberswalde.

## Leben und Wirken
Danckelmann war Sohn des Oberförsters Bernhard Danckelmann und der Marianne Freusberg. Er absolvierte die höhere Schulbildung in Paderborn und studierte Forstwesen an der Höheren Forstlehranstalt Eberswalde. Danach war er einige Jahre als Förster tätig. Ab 1855 studierte er Rechts- und Staatswissenschaften in Berlin. Danach arbeitete er wieder einige Zeit im äußeren Forstdienst und wurde 1862 Oberförster in Hambach bei Jülich. Zwei Jahre später war er Forstinspektor in Potsdam.
Im Jahr 1866 wurde Danckelmann zum Direktor der Höheren Forstlehranstalt in Eberswalde ernannt. In den Jahren seiner Tätigkeit wurde die Einrichtung stark reformiert. Danckelmann richtete unter anderem das forstliche Versuchswesen in Preußen ein und gründete die wissenschaftliche Zentralstelle, später Hauptstation des forstlichen Versuchswesens, in Eberswalde. Darüber hinaus war Danckelmann an der Gründung des Verbandes der forstlichen Versuchsstationen Deutschlands beteiligt.
Ab 1869 war er Herausgeber der Zeitschrift für Forst- und Jagdwesen und des Jahrbuchs der preussischen Forst- und Jagdgesetzgebung und -Verwaltung. Ab 1879 war er Mitglied im preußischen Landesökonomiekollegium. Danckelmann war Mitbegründer und zeitweise Vorsitzender des 1899 gegründeten Deutschen Forstvereins.
Danckelmann war Verfasser zahlreicher forstwissenschaftlicher und juristischer Werke. Als Experte für das Jagd- und Forstrecht war er ab 1890 Mitglied der zweiten Kommission zur Ausarbeitung des Bürgerlichen Gesetzbuches und Sachverständiger für den Reichstag. Außerdem wirkte er auch als Sachkenner bei der Forstgesetzgebung mit.
Er war verheiratet mit Luisa Reichensperger. Das Paar hatte einen Sohn, Peter Danckelmann (* 11. Mai 1865 in Potsdam), welcher mit der Gräfin Maria Anna Franziska von Götzen verheiratet war.
1900 wurde er zum Ehrenbürger von Eberswalde ernannt.